# Liberté de religion en Syrie
Vous pouvez aider à l'améliorer ou bien discuter des problèmes sur sa page de discussion.
- Son texte doit être wikifié : il ne correspond pas à la mise en forme Wikipédia (style, typographie, liens internes, liens entre les wikis, etc.). (Marqué depuis décembre 2019)
- Il doit être recyclé. La réorganisation et la clarification du contenu sont nécessaires. (Marqué depuis décembre 2019)
- La traduction doit être revue. Le contenu est difficilement compréhensible à cause d’erreurs de traduction, peut-être dues à l’utilisation d’un logiciel de traduction automatique. (Marqué depuis décembre 2019)

La constitution de la République arabe syrienne prévoit la liberté de religion.
La Syrie a longtemps été condamnée à l'internationale en raison d'accusations d'antisémitisme, et de nombreux pays ont accusé le gouvernement syrien de semer la discorde et le sectarisme parmi les musulmans sunnites et chiites à travers ses médias.

## Histoire de la Constitution (1973)
Le 8 mars 1963, les forces armées syriennes ont renversé le gouvernement lors de ce qui est connu comme la révolution du 8 mars. Peu de temps après, un grand nombre de groupes différents ont commencé à lutter et à se disputer le pouvoir, y compris le Parti Baas. Les politiques du Hizb hizb-ul Baas ont attiré l'attention des pays du monde en raison de leur opposition à ce qu'il a appelé "la vieille religion" qui exploite le système social, l'oppression et les faibles pour le contrôle des peuples. Les dirigeants du parti Baas ont été influencés par un mélange d'idées de Thomas Hobbes et issues du marxisme concernant la religion. Malgré le fait que le parti Baas ait réussi à prendre le pouvoir, la constitution de l'État syrien est basée sur elle-même sur la loi islamique, qui est la principale source de législation. 
Les islamistes ont fait pression sur l'État, exigeant l'abrogation et la suppression de toutes les lois qui contredisent l'islam en tant que religion officielle en Syrie, et ils ont plus tard exigé la nécessité de s'appuyer sur la charia et de comprendre ses éléments de base, puis de construire et d'établir les autres lois sur ce qui est arrivé et ce qu'elle a stipulé.
Depuis la fondation de la Syrie moderne, les tensions sectaires ont existé car il y a eu un conflit entre la majorité sunnite, la minorité chiite, puis les alaouites et les chrétiens. En 1973, la Syrie a rédigé une nouvelle constitution après de fortes demandes de l'opposition qui recommandait de plus en plus l'adoption de la loi islamique. La nouvelle constitution a été adoptée à la majorité lors du vote à l'Assemblée populaire fin janvier 1973. Certains spécialistes et le grand public ont estimé que la nouvelle constitution ne répondait pas aux exigences de l’opposition. Au cours de cette période, particulièrement en février de la même année, des groupes islamistes ont organisé plusieurs manifestations, suivies d'émeutes, en particulier dans le gouvernorat à majorité sunnite dans des villes comme Hama et Homs.
Plusieurs manifestants ont été tués et des dizaines de blessés lors d'affrontements entre forces et manifestants. Après toutes ces manifestations, le gouvernement a proposé un projet de charte révisé stipulant la nécessité d'un dirigeant au pouvoir "islamique" du pays et stipulant que la loi islamique est la principale source de législation. Le 13 mars 1973, la nouvelle constitution (qui a été modifiée en 2012) est entrée en vigueur. Le paragraphe 2 de l'article 3 déclarait que le droit islamique était la source de la législation légale mais non la "source absolue".

## Répartition religieuse et ethnique
La population syrienne dépasse les 18 millions d'habitants et constitue un mélange ethnique, culturel et religieux distinct au sein de la société. Quatre-vingt-dix pour cent des Syriens sont des Arabes d'identité,,,,, tandis que les Kurdes, les Arméniens, les Circassiens, et les Turkmènes sont répartis dans neuf d'entre eux. On estime que les musulmans sunnites représentent 74% de la population totale de la Syrie ; moins de 16% de la population est chiite, divisée entre le chiisme duodécimain et les diverses branches de l'islam chiite - alaouites, druzes puis ismaéliens. La communauté alaouite est de loin le segment le plus important de la communauté chiite. Ils sont estimés à 11% de la population totale. Les chrétiens de différentes confessions, telles que les Églises orthodoxes orientales, les Églises catholiques orientales, ainsi que quelques protestants, représentent 10% de la population. La «communauté juive» a disparu de l'État arabe de Syrie en raison de l'immigration en Palestine depuis le début de 1990. En 1993, il n'y avait que 3 655 juifs en Syrie répartis dans 584 familles dans divers gouvernorats syriens.

## Lois sur le statut personnel
En Syrie, il existe deux types de systèmes de justice: un système laïque et religieux. Les tribunaux laïques sont actifs dans les affaires publiques, le droit civil et le droit pénal tandis que les tribunaux religieux, ils exercent une compétence spécialisée et sont divisés en tribunaux religieux et spirituels. Quant à la loi sur le statut personnel, elle relève de la compétence des «tribunaux laïques». Quant aux tribunaux, ils régissent les différences entre les musulmans syriens et le statut personnel des musulmans druzes.
Les tribunaux religieux peuvent également régler des questions de statut personnel pour les Juifs, le Christ et d'autres groupes non musulmans,. Cependant, en 2016, la région de l'administration kurde dans le nord de la Syrie - de facto indépendante uniquement - a encouragé le mariage civil comme un pas vers la laïcité d'une société ouverte et a permis des mariages mixtes entre des personnes de différentes origines religieuses.

## Dotations générales
Le deuxième élément de la pondération religieuse collective dans l'autodétermination en vertu de l'article 35 de la constitution syrienne est la capacité de contrôler et d'administrer l'administration publique du waqf. La disponibilité de la Fondation Waqf n'est pas tellement une nouvelle innovation de l'État syrien, mais de la continuation d'anciennes pratiques qui ont des racines dans la loi sur les fiducies byzantine et sassanide. Essentiellement, les Omeyyades et les Ottomans ont développé ce qui pourrait actuellement être considéré comme une coutume constitutionnelle. Les historiens de la Endowment Foundation sont le fondement d'une grande partie de ce qui est considéré comme la civilisation islamique.

### Dotations islamiques
En 1947, le Département syrien des dotations a été créé, dirigé par le Conseil des ministres. Pour la première fois dans l'histoire de la Syrie, des membres du Conseil suprême des dotations ont été nommés, mais ils n'ont obtenu aucun vote Certaines dispositions de la loi ont été modifiées en 1961 pour entrer en vigueur. Ces modifications ont réduit l'autorité du Conseil suprême mais ont plutôt réduit ses pouvoirs en 1965,.
Malgré cela, les dirigeants islamiques sunnites les plus éminents sont restés dans leur position et leur influence au sein du ministère de l'administration Awqaf, ce qui était important pendant cette période. Aujourd'hui, la compétence du ministère des dotations comprend un certain nombre de choses : la gestion de la richesse (propriété de l'État syrien), Ifta ', gestion des mosquées et des écoles, l'application de la charia, le contrôle relatif de certains emplois publics, puis la préparation des projets de loi parlementaires. L'administration de la dotation dans le cadre du ministère des dotations consiste en une demi-laïcité,,.

## Adopter le changement et rejeter la religion
Les Syriens jouissent de la liberté de participer et de s'engager dans des croyances et des rites religieux en vertu de la loi conformément à l'article 35 de la Constitution syrienne, qui affirme que la liberté de croyance est garantie [...]. " Cependant, malgré cela, la constitution ne garantit pas la liberté de changer de religion ou d'adopter des opinions athées. Il n'y a pas de sanctions formelles en vertu de la loi syrienne pour l' apostasie de l'islam ou de toute autre religion, comme mentionné précédemment, la constitution syrienne stipule que «l'État garantit la liberté des rites religieux»...] ".

### Liberté religieuse depuis la révolution
Le 24 juin 2007, le Grand Mufti, le cheikh Ahmad Badreddin Hassoun a appelé les Juifs d'origine syrienne à retourner en Syrie, affirmant que les synagogues sont restées telles qu'elles étaient et sont toujours à la disposition de leurs propriétaires. En fait, il n'y a pas eu d'augmentation notable du nombre de Juifs en Syrie malgré toutes les tentatives du gouvernement pour les récupérer et les exhorter à entrer dans le pays.
Le 14 mars 2007, lors d'une conférence à l'Université de Damas, le Grand Mufti Ahmad Badr al-Din Hassoun a de nouveau appelé à la modification des lois relatives aux crimes d'honneur car elles violaient l'esprit de la loi islamique.
Depuis le début du soulèvement en Syrie, les conflits sectaires dans le pays ont augmenté de plus en plus avec une forte division entre les musulmans chiites et les chrétiens. En général, le gouvernement syrien soutient les musulmans, en particulier les chiites, après l'ingérence iranienne dans la guerre civile. Au contraire, l'Armée syrienne libre soutient la communauté musulmane sunnite. Les juifs étaient peu nombreux et ne jouèrent pas un rôle important dans la révolution.

### Violations et discrimination
Des dizaines de rapports sporadiques ont été publiés, ce qui a confirmé l'éruption de tensions entre les groupes religieux et sectaires à chaque période; certains confirment que ces communautés se font concurrence sur le plan économique plutôt de l'appartenance religieuse.
En mars 2007, Des informations ont confirmé des émeutes dans le gouvernorat de Hasaka entre les Kurdes chrétiens et musulmans. Les mêmes informations ont indiqué que trois personnes avaient été tuées et il est difficile de savoir si la cause du conflit était une cause purement religieuse ou non.
L'État syrien ne tient pas de statistiques officielles sur le nombre de crimes d'honneur, mais les médias locaux publient à chaque fois sur cette question. L'affaire la plus importante a été le 31 janvier 2007, lorsque le frère de Zahra 'Azou l'a kidnappée et violée, puis il a dû fuir avec un ami de la famille. Les crimes d'honneur seraient beaucoup plus élevés dans les zones rurales. Il convient de noter ici que les traditions sociales, religieuses et théologiques empêchent la conversion d'une religion à une autre, en particulier "la transition de l'islam à une autre religion".

### Interdiction de couvrir le visage
Le 21 juillet 2010, le gouvernement de Damas a ordonné l'interdiction de se couvrir le visage en utilisant le niqab dans les universités publiques et privées, alors que l'on craignait une augmentation de l'extrémisme islamique chez les jeunes et les étudiants musulmans. Des centaines d'enseignants ont également été interdits de porter le niqab dans les écoles et les universités afin de ne pas affecter les autres étudiants.